# 周安达源
周安达源，SBS（1947年—），周姓，名安達源，汉族，中华人民共和国政治人物、第十一届全国政协委员。香港润海贸易公司总经理、山西省外商投资企业协会副会长。

## 政治经历
2008年，当选第十一届全国政协委员，代表特邀香港人士，分入第五十二组。2018年1月，当选第十三届全国政协委员。
2014年成為「保普選反佔中大聯盟」執行委員會成員。